# Gene Clark
Harold Eugene "Gene" Clark (Tipton, Misuri, 17 de noviembre de 1944 - 24 de mayo de 1991), fue un cantautor estadounidense, especialmente conocido por ser uno de los fundadores del grupo de folk-rock The Byrds.
Gene Clark es recordado por ser el principal compositor en los Byrds entre 1964 y 1966. Creó un gran catálogo de canciones en varios estilos, pero no logró obtener éxito comercial. Clark fue uno de los primeros ejemplos de rock psicodélico, pop barroco, newgrass, country rock y country alternativo.

## Biografía

### Primeros años
Nacido en Tipton, Misuri, y el tercero de 13 hermanos, Clark aprendió a tocar la guitarra con su padre a los 9 años, y pronto comenzó a tocar de oído canciones de Hank Williams, así como material de pioneros del rock como Elvis Presley y los Everly Brothers. No pasó mucho tiempo hasta que empezase a componer sus propias canciones y, a los 13 años, se unió a un grupo local de Rock & Roll, Joe Meyers and the Sharks. Como muchos de su generación, Clark se interesó por la música folk por la popularidad del Kingston Trio. Se graduó en la High School de Bonner Springs, Kansas, en 1962.

### Formación de The Byrds
Comenzó a tocar con varios grupos de folk de Kansas City en el Castaways Lounge, propiedad de Hal Harbaum, donde fue descubierto por los New Christy Minstrels en agosto de 1963. Fue contratado para tocar con ellos, y permaneció seis meses en el grupo. Después de escuchar a The Beatles, Clark dejó Los Christys y se fue a Los Ángeles, donde conoció a Jim (más tarde Roger) McGuinn en el Troubadour Club y a comienzos de 1964 comenzaron a crear el germen de lo que se convertiría en The Byrds.
Un compositor brillante y consumado, Gene Clark escribió muchas de las canciones mejor conocidas del grupo, incluyendo: «I'll Feel a Whole Lot Better», «Set You Free This Time», «Here Without You», «If You're Gone», «The World Turns All Around Her», «She Don't Care About Time» y «Eight Miles High». 
Una decisión de los managers le concedió las tareas vocales a McGuinn para los principales singles y versiones de Dylan. Esta decepción, junto con el odio de Clark a viajar (incluido un miedo crónico a volar), y el malestar de otros miembros del grupo debido al dinero extra que ganaba por sus composiciones, condujeron a que dejase el grupo a comienzos de 1966, año en el que tuvo un romance con la cantante Michelle Phillips, de The Mamas & the Papas, lo que produjo la expulsión de esta del grupo durante una corta temporada. Tras dejar a The Byrds, Clark regresó a Kansas City por un breve período antes de volver a Los Ángeles para crear Gene Clark & the Group con Chip Douglas, Joel Larson y Bill Rhineheart.

## Discografía
The Byrds
- Mr. Tambourine Man (1965) Columbia
- Turn! Turn! Turn! (1965) Columbia
- Fifth Dimension (1966) Columbia

McGuinn, Clark & Hillman
- McGuinn, Clark & Hillman (1979) Capitol
- City (1980) Capitol
- Return Flight I (1992) Edsel
- Return Flight II (1993) Edsel
- Three Byrds Land in London (1997) Windsong
- The Capitol Collection (2007) Capitol

Solista
- Gene Clark with the Gosdin Brothers (1967)
- The Fantastic Expedition of Dillard & Clark, con Doug Dillard (1968)
- Through the Morning, Through the Night, con Doug Dillard (1969)
- White Light (aka Gene Clark) (1971)
- Roadmaster (1972)
- No Other (1974)
- Two Sides to Every Story (1977)
- Firebyrd, en Allmusic (1984)
- So Rebellious a Lover, con Carla Olson (1987)
- Silhouetted in Light, con Carla Olson, en Allmusic (1992)
- Gypsy Angel (2001)
- Under the Silvery Moon (2003)
- So Rebellious A Lover, edición expandida con 6 canciones más (2003)
- In Concert, con Carla Olson (2007)
- Silverado '75 - Live & Unreleased (2008)